# Elezioni parlamentari in Finlandia del 1916
Le elezioni parlamentari in Finlandia del 1916 si tennero il 3 agosto per il rinnovo dell'Eduskunta, sotto la legge marziale conseguente alla Grande guerra. I socialisti ottennero la maggioranza assoluta.

## Risultati
| Liste                                | Voti    | %     | Seggi |
| ------------------------------------ | ------- | ----- | ----- |
| Partito Socialdemocratico Finlandese | 376.030 | 47,29 | 103   |
| Partito Finlandese                   | 139.111 | 17,49 | 33    |
| Partito dei Giovani Finlandesi       | 99.419  | 12,50 | 23    |
| Partito Popolare Svedese             | 93.555  | 11,76 | 21    |
| Lega Agraria                         | 71.608  | 9,00  | 19    |
| Unione Operaia Cristiana Finlandese  | 14.626  | 1,84  | 1     |
| Altri                                | 860     | 0,11  | -     |
| Totale                               | 795.209 |       | 200   |